# نارنج‌لر
نارشتار (ارمنی: Նարեշտար) یا نارنج‌لر (ترکی آذربایجانی: Narınclar) یک منطقهٔ مسکونی در جمهوری آرتساخ است که در استان شاهومیان واقع شده‌است و ۱۰ نفر جمعیت دارد.